# M'Bagne (departement)
M'Bagne är ett departement i Mauretanien.   Det ligger i regionen Brakna, i den sydvästra delen av landet, 300 km sydost om huvudstaden Nouakchott.